# جشمة خرسي بيروزغ (دشت روم)
جشمة خرسي بيروزغ (بالفارسية: چشمه خرسی پیروزگ) هي قرية تقع في إيران في قسم دشت روم الريفي. يقدر عدد سكانها بـ 24 نسمة بحسب إحصاء 2016.